# Akira Tsuchikawa
| 20625 Noto           | 9 ottobre 1999  |
| 49702 Koikeda        | 4 novembre 1999 |
| 73782 Yanagida       | 14 ottobre 1994 |
| 91890 Kiriko Matsuri | 4 novembre 1999 |

Akira Tsuchikawa (土川啓?, Tsuchikawa Akira; ...) è un astronomo giapponese.
Il Minor Planet Center gli accredita la scoperta di quattro asteroidi, effettuate tra il 1994 e il 1999, di cui una in collaborazione con Osamu Muramatsu. 